# Mainau
Mainau, imenovan tudi Mav(e)no(w), Maienowe (leta 1242), Maienow (leta 1357), Maienau, Mainowe (leta 1394) in Mainaw (leta 1580) je otok v Bodenskem jezeru (na južni obali Überlinger See blizu mesta Konstanca, Baden-Württemberg, Nemčija). Vzdržujejo ga kot vrtni otok in vzor odličnih okoljskih praks. Upravno je bil otok del Konstance od 1. decembra 1971, ko je bila občina Litzelstetten, katere del je bil tudi Mainau, vključena v Konstanco. Mainau je še vedno del Litzelstettena, zdaj enega od 15 upravnih pododdelkov Konstance.
Otok pripada Lennartu Bernadotte-Stiftungu (Fundacija Lennart Bernadotte) , entiteta, ki jo je ustvaril princ Lennart Bernadotte, grof Wisborg, prvotno švedski princ in vojvoda Smålanda. Je ena glavnih turističnih znamenitosti Bodenskega jezera. Poleg cvetja je parkovna pokrajina s pogledom na jezero. Obstaja tudi rastlinjak s tropskim podnebjem in tisoči metuljev.
V zalivu Mainau je jadralni klub njihove univerze.

## Geografija

### Lega
Otok se povprečno giblje na višini med 395 (približno enako povprečni srednji vodostaju jezera) in 425 metri nadmorske višine. Njegov najvišji vrh se nahaja na terasi Großherzog-Friedrich (zgodovinski rezervoar z vodo). Otok Mainau je od severa proti jugu dolg 610 metrov, od zahoda do vzhoda pa 1050 metrov. Obseg otoka je približno tri kilometre. Najkrajša razdalja med rezino molase in obalo jezera je približno 130 metrov.

### Prebivalstvo
Na otoku Mainau živi malo ljudi, zato velja za zaselek. Meyerjeva izdaja Lexikon iz leta 1888 je razglasila, da na otoku Mainau živi 28 ljudi. Med popisom leta 1961 je bilo preverjenih 123 prebivalcev. Grof Björn Bernadotte živi v gradu na otoku Mainau.

## Parki in vrtovi
Otok Mainau je cvetoč otok, znan po svojih parkih in vrtovih. Friderik I., veliki vojvoda Badenski, je ustvaril otoški arboretum, ki zdaj vsebuje 500 vrst listavcev in iglavcev, veliko eksotičnih in dragocenih rastlin, vključno z lepimi primerki mamutovca (Sequoiadendron giganteum) (1864) in kitajske metasekvoje (Metasequoia glyptostroboides) (1952). Otok vsebuje tudi približno 200 sort rododendrona in azaleje.
Zaradi ugodnega podnebja ob jezeru lahko na otoku rastejo palme in druge sredozemske rastline. Grof Lennart Bernadotte, ki je umrl leta 2004, je svoj otok rad imenoval Blumenschiff ('Cvetlična ladja'). Znano destinacijo je opisal tudi takole: »Je koketna mala dama na otoku Mainau, ki nenehno zahteva veliko pozornosti, še več ljubezni in neskončno novih oblačil.« - Lennart Bernadotte. Pod 'novimi oblačili' je verjetno mislil na cvetove, rastline in gredice, ki jih vrtnarji nenehno obnavljajo.
Poleg zgodovinskih stavb je osrednji del otoka Mainau Arboretum s 500 različnimi vrstami redkih in dragocenih širokolistnih dreves in iglavcev, ki ga je leta 1856 ustvaril veliki vojvoda Friedrich I. Med temi je tudi eno najstarejših dreves v Nemčiji kitajska metasekvoja (Metasequoia glyptostroboides). Drevo, ki izvira s Kitajske, so na otoku posadili leta 1952, ko je bilo visoko le 70 centimetrov. Posebej mogočni so nekateri vzorci mamutovca (Sequoiadendron giganteum). Njihova semena so prišla iz Kalifornije leta 1853, na otoku pa so jih posadili leta 1864, zaradi česar so ena najstarejših te vrste v Evropi. Na otoku lahko najdete tudi cedre, sekvojo Dawn Redwoods in navadni tulipanovec (Liriodendron tulipifera). Arboretum se širi proti severozahodu otoka.
Spomladi se z razstavo orhidej začenja Blumenjahr. Od marca do maja lahko vidite več vrst cvetja v polnem razcvetu, kot so tulipani, narcise, jegliči, spominčice in hijacinte. Za prikaz celotne lepote vseh teh cvetov je bila odprta tako imenovana Frühlingsallee (pomladna aleja), ki je pot čez otok, obkrožena z gredicami teh rastlin. Od maja do junija je več kot 200 vrst rododendronov in azalej v polnem razcvetu. Zahodno od Comturey-Keller je italijanski rožni vrt, ki ga je naročil Friedrich I. Ta rožni vrt je strogo geometrijski in je sestavljen iz pergole, skulptur in vodnjakov. Na splošno je na otoku več kot 1200 vrst vrtnic.
Frühlingsallee vodi do Mediterran-Terrassen (Sredozemska terasa), kjer so poleti v vedrih predstavljene eksotične rastline, kot so družine palm, agave, kaktusi in bugenvilije. Bodensko jezero in okolica, pa tudi Alpe, je od kot na dlani. Julija na otoku Mainau cvetijo brugmanzije in hibiskusi, avgusta pa cvetijo pasijonke.
Na južnem koncu je Südgarten (Južni vrt), kjer so jeseni od septembra do oktobra  polja dalij s približno 20.000 grmi in 250 sortami. Na pripadajočem obalnem vrtu na vzhodni strani Südgartna rastejo spomladanske in poletne rože, kot so različne vrste fuksij.
Bodenseerelief (relief Bodenskega jezera) je zelo priljubljen foto motiv. Gre za relief s sliko rože, ki se spreminja glede na sezono. Na severni strani otoka Mainau je majhno pristanišče s pomolom. Tu so izletniški čolni in tu je še en vhod v Frühlingsallee.

### Hiša metuljev
Schmetterlingshaus (Hiša metuljev) na otoku Mainau je odprta vse leto. S približno 1000 kvadratnimi metri je druga največja tovrstna v Nemčiji. Temperatura je 26 stopinj Celzija, z vlažnostjo od 80 do 90 odstotkov pa se lahko obiskovalci sprehodijo po tropskem okolju s čudovitimi slapovi ter eksotičnimi rastlinami in cvetjem. Glede na sezono med obiskovalci v tropski pokrajini leti približno 700 do 1000 pisanih metuljev 80 različnih vrst, predvsem južnoameriškega izvora. Približno tretjina teh metuljev se razmnožuje na naraven način. Toda količina potomcev je zelo različna. Zato vsak teden v hišo metuljev dobimo 400 zapredkov metuljev od kostariških, angleških in nizozemskih rejcev. Za nove gosenice je vsako leto zagotovljen proračun v višini približno 20.000 evrov. Vrtovi, ki obkrožajo hišo metuljev, so življenjski prostor avtohtonih vrst. V bližini e je dišeč vrt z več kot 150 vrstami dišečih rastlin.

### Vodni svet
Igrišče Wasserwelt (Vodni vrt) je bilo posebej zgrajeno za otroke in se razprostira na površini 1100 kvadratnih metrov. Wasserwelt je bazen, ki je globok 60 centimetrov in meji na 130 ton balvanov. Bazen je napolnjen s 170 kubičnimi metri vode in ima v središču otok. Otroci lahko plavajo okoli ali prečkajo jezero s splavi ali lesenim trajektom. Jezero obkrožajo majhne lesene hiške, ki služijo kot plezalni odri in kot opomnik na kolišča. Hiše so povezane z visečimi mostovi. Poleg tega obstajajo vodni kanali in blatne mize. Matthias Wagner in Markus Zeiler, oblikovalca otoka Mainau, sta se pripravila na primer, ko se je otrok potopil globoko v vodni svet: v kiosk na igrišču sta postavila sušilnik, tako da lahko starši zlahka posušijo mokra oblačila. Igrišče, tako kot vsa ostala igrišča, redno pregleduje in odobri TÜV SÜD.

## Stavbe

### Deutschordenschloss
Deutschordenschloss je bil zgrajen na hlevih starega gradu, ki je bil uničen v 18. stoletju. Zgrajen je bil po osnutkih in pod vodstvom gradnje Giovannija Gaspareja Bagnata. Gradnja se je začela leta 1739 in je trajala 7 let. Trokrilna baročna palača je bila zgrajena okrog glavnega dvorišča s terasiranim vrtom ob strani. Na osrednjem rizalitu zahodnega dela je velik grb velikega mojstra Clemensa Augusta Bavarskega, deželnega poveljnika Philippa von Froberga in Mainaukompturja Friedricha Badenskega.
Grb "Deutschorden" (Tevtonski red) je bil pritrjen na vzhodno krilo (na jezerski strani). Grad še vedno služi kot prebivališče družine grofov. Odvisno od tega, ali je družina prisotna ali ne, je na grajski strehi postavljena grofova zastava. Zasebne sobe so v severnem krilu v nedostopnem delu gradu, ki je na levi strani grajskega dvorišča. Osrednji del je nekdanja dvorana za sprejeme. Tako imenovana Weißer Saal (bela dvorana) je v beli in zlati barvi in od svoje gradnje leta 1883 ni bila spremenjena. Javnosti je odprt samo za posebne prireditve ali koncerte. Osrednji del gradu služi za začasne razstave.
V južnem traktu je kavarna, tik pod visokimi palmami na grajski terasi.
Čeprav je gradbeno dovoljenje za hišo s palmami, stavbo, sestavljeno iz kompleksne steklene konstrukcije, prvotno pokrivalo le nekaj mesecev zime, zdaj svoja drevesa ščiti celo leto. Tu raste več kot 20 različnih vrst palm, med njimi tudi kanarski datljevec (Phoenix canariensis), zasajen leta 1888, ki je visok več kot 15 metrov.

### Grajska cerkev
Mnogi na novo zgrajeno palačno kapelo imenujejo prvenec Bagnatosovih neštetih cerkvenih stavb. Gradnja na jugovzhodnem koncu otoka je trajala od leta 1732 do 1739. Pravokotna cerkev brez ladij je dolga 20 metrov in široka 9,5 metra ter ima polkrogelno kupolo. Medtem ko so dvignjene pravokotne plošče organizirane okoli zunanje fronte, so stranske stene okrašene z obokanimi okni. Dvokapnica je nad zahodno steno, tik pod stolpom z ukrivljeno streho. Notranjost kapele je razdeljena na dva dela: pravokotni prehod, ki vsebuje polkrožni kor in podstrešje za orgle tik pred oltarjem. Tu ni mogoče najti le več oltarjev, temveč tudi prižnico in številne skulpture Josepha Antona Feuchtmayerja (1696 - 1770). V letih 1737/1738 je Franz Joseph Spiegler (1691 - 1757) dodal dodatno visoko oltarno sliko in stropne freske, ki jih je z dolgo okrasno štukaturo uokvirjal Francesco Pozzi (1704 - 1789). Johann Baptist Babel (1716 - 1799) je kasneje sliki dodal Črno Madonno. Oba stranska oltarja prikazujeta zelo dinamične angelske figure. Levi je okronan s figurico mučenika Boštjana, desni oltar pa prikazuje sv. Nepomuka. Oltarna slika velikega oltarja prikazuje Marijo z otrokom, sveto družino in Janeza Krstnika. Stropna freska prikazuje Marijino življenje. Izvirne orgle, ki jih je izdelal mojster Johann Michael Bieher (1687/88 do 1763) iz Konstance in jih je okrasil Feuchtmayer, so bile prodane okoli leta 1860 in nadomeščene z novimi orglami v poznem klasicističnem slogu. Bagnatov grob se nahaja v kripti. Grajska cerkev je znana kot začetek oberšvabskega visokega baroka in se uporablja kot poročna kapela.

### Vrtni stolp
Tako imenovani Gärtnertum – vrtni stolp stoji na zahodni strani, nasproti baročnega gradu in cerkve. Obzidje, ki je bilo del srednjeveških utrdb, je v nasprotju s prazničnim pročeljem gradu. V preteklosti je bil globoko v skalah zgrajen obok, ki se je uporabljal za kopičenje zalog in kot vinska stiskalnica. Restavracija Comturey, obnovljena in razširjena v letih 2013/2014, ponuja jedilnico s pogledom na jezero.

## Zgodovina
Do Napoleonovih posredovanj in sekularizacij majhnih nemških fevdov je ta otok pripadal redu tevtonskih vitezov. Kasneje je bil prodan v zasebno last. Leta 1853 je veliki vojvoda Friderik I. Badenski otok kupil kot svojo lastnino in palačo, ki so jo zgradili tevtonski viteški red, uporabljal kot poletno palačo. Konec prve svetovne vojne je Baden z abdikacijo velikega vojvode Friderika II., sina Friderika I., postal republika. Nekdanji veliki vojvoda je obdržal svojo zasebno lastnino, vključno z Mainauom. Ko je leta 1928 umrl brez otrok, je otok prešel k njegovi sestri Viktoriji iz Badna, ženi švedskega kralja Gustafa V. Po smrti je dve leti kasneje otok zapustila svojemu drugemu sinu princu Wilhelmu, vojvodi Södermanlandskemu, in njegovim potomcem. Leta 1932 je princ Wilhem Mainau dal svojemu edinemu otroku Lennartu Bernadotteju, ki ga je imel do leta 1974, ko je otok prenesel v fundacijo. Grof Bernadotte je leta 1991 ustanovil Enterprise Mainau GmbH kot zasebno podjetje za upravljanje otoka v korist fundacije Lennart Bernadotte-Stiftung. Grof je ostal aktiven pri upravljanju Mainaua do svoje smrti leta 2004, a je drugo soprogo Sonjo leta 2001 imenoval za soupravnico. Vdovec je skupaj z otroki vodil ustanovo in družbo za upravljanje do leta 2007. Od januarja 2007 Bettina Bernadotte, najstarejša hči Lennarta in Sonje vodi Mainau GmbH kot trenutni direktor, od leta 2011 pa se ji je pridružil njen brat Björn Bernadotte.
Leta 1862 so bili ob južnih bregovih Mainaua odkriti znaki zgodnje poselitve, ki jih je skrbnik domene Walter kmalu izkoristil: med predmeti so bili klini, lončnica, kremen, sekira in brusni kamen. Naselje s kolišči, sestavljeno iz šestih hiš, je bilo odkrito v 1930-ih in datira v neolitsko dobo (3.000 pr. n. št.). Naselja iz neolitika in bronaste dobe v jezerskih naseljih so bila ob severni obali in jugozahodnem otoku ob plitvi vodni coni.

## Galerija
- Palača spomladi 2008